# José de Larrañaga
José de Larrañaga, né en 1728 à Azkoitia (Guipuscoa, Espagne) et mort en 1806 à Ognate, était un frère franciscain espagnol, organiste, maître de chapelle du sanctuaire d'Arantzazu, compositeur. Il était actif dans le mouvement musical et culturel basque du XVIIIe siècle. 

## Biographie
Larrañaga est né à Azkoitia (Azcoitia en espagnol) en 1728 et est entré dans l’ordre des franciscains très jeune. 
Bien que la musique formelle du sanctuaire d'Arantzazu soit toujours inspirée des modèles espagnols traditionnels de Morales, Guerrero et Victoria, Larrañaga avait également accès au style baroque tardif de Haendel et de Domenico Scarlatti. Par exemple, les archives d'Arantzazu contiennent deux concertos de Haendel, copiés en 1758.
En dépit de son statut monastique, Larrañaga était étroitement lié à la naissance de la Société royale basque des amis du pays, un mouvement qui a amené les idées des Lumières sur la science et la culture au pays basque. Il fait donc partie des 200 personnes ou plus du pays basque qui, entre 1789 et 1794, ont fait l’objet d’une enquête pour ses liens avec les mouvements des Lumières à l’étranger. Larrañaga connaissait Rousseau, peut-être par l'intermédiaire de son associé Manuel Ignacio Altuna y Portu, qui avait rencontré Rousseau à Venise. Larrañaga appartenait également au cercle des gentilshommes d’Azcoitia autour de don Xavier María de Munibe e Idiáquez, comte de Peñaflorida, qui s’était réuni chez lui, au palais Insausti, à Azkoitia, Guipuscoa, ville du compositeur. Il est mort à Arantzazu.

## Travaux
Liste partielle des œuvres éditées : 
- divers travaux de clavier.
- En omnibus requiem, cantate spirituelle à 5 voix avec instruments.
- Missus est angelus (1785), cantate spirituelle à 5 voix avec violons, trompettes et basse.
- Lamentation du premier jour (1759), pour 5 voix avec violons, hautbois, clarinettes et cornes étouffées.
- Prière de Jérémie - Oratorio Jeremías, pour 5 voix avec violons, hautbois, cors et basse continue .

## Enregistrements sélectionnés
- 1990 : Fandango : virtuoso sonatas and fandangos from eighteenth century spain / Antonio Soler, Manuel de Sostoa, José de Larranaga, José Gallés... [et al.], comp. ; Rafael Puyana, clav. / [London] : [Decca record company] , [1990 (P)]
- 2007 : Obras religiosas. Capilla Peñaflorida (es) dir. Fabio Bonizzoni. NB Musika005
- 2008 : Arantzazu XVIII - Sacred cantata En omnibus, Lamentations, Capilla Peñaflorida, dir. Fabio Bonizzoni, NB Musika005